# Naval Auxiliary Air Station Charlestown

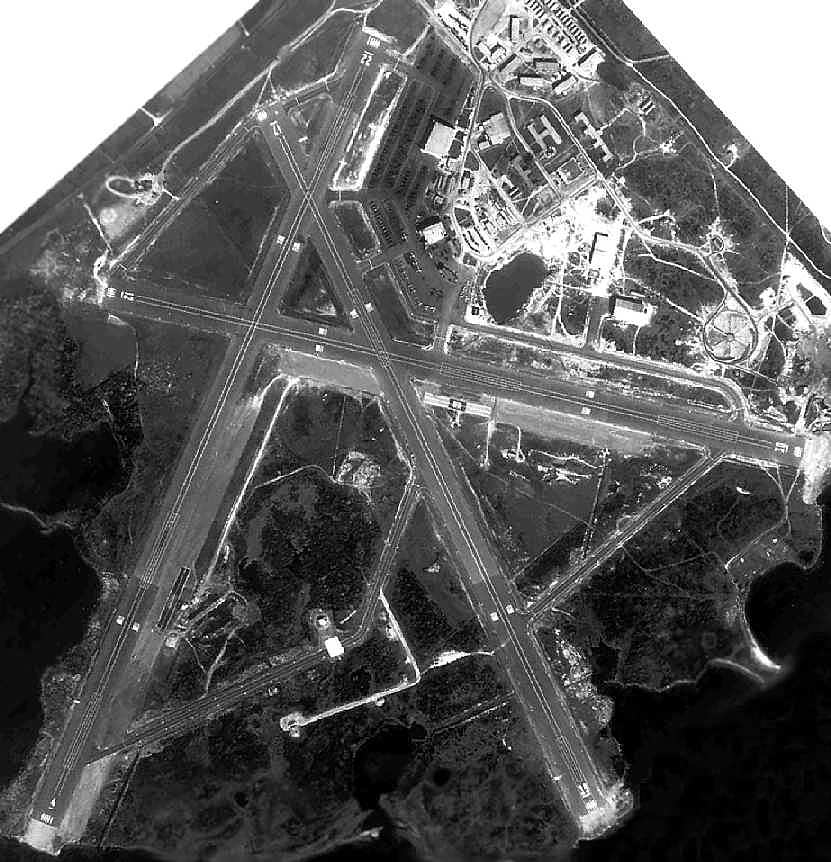
Luftbild, um 1945

Die Naval Auxiliary Air Station Charlestown (NAAS Charlestown) war ein Militärflugplatz und Raketenstartplatz in der Nähe der Stadt Charlestown im US-amerikanischen Bundesstaat Rhode Island. Der Flugplatz wurde von 1942 bis 1974 betrieben. Heute befinden sich auf einem Teil des Geländes Teile des Ninigret National Wildlife Refuge.

## Geschichte
Nach dem Eintritt der Vereinigten Staaten in den Zweiten Weltkrieg wurden Stützpunkte für die Ausbildung der Soldaten benötigt. Deshalb wurden durch die US Navy entsprechende Flugplätze angelegt. Mit dem Bau der Militärbasis in Quonset Point wurde als Ausbildungs- und Ausweichflugplatz bei Charlestown ab April 1942 die Naval Auxiliary Air Station errichtet. Auf dem am 15. Mai 1943 in Betrieb genommenen Flugplatz erfolgte das Training der Nachtjäger- und Bombereinheiten sowie der Piloten für die Trägerflugzeuge. Nach der Beendigung des Ausbaus 1944 konnten über 220 Flugzeuge auf dem Flugplatz beherbergt werden. Der Flugplatz diente außerdem als Basis für eine Nachtbomberflotte. Ab 1945 war NAAS Charlestown der Stützpunkt eines Navy Air Navigation Project. In diesem Projekt wurden Navigationshilfen und Flugkontroll-System entwickelt und getestet. Zum 31. März 1947 wurde die stationierte Einheit abgezogen und der Flugplatz diente fortan vorrangig als Ausweich- und Notlandeflugplatz für die Basis Quonset Point.
Ende der 1950er/Anfang der 1960er Jahre wurden Drag-Racing-Veranstaltungen durchgeführt. Bis 1962 wurde zwei Hangar abgerissen.
Ab 1965 wurde der Flugplatz auch als Raketenstartplatz genutzt. Die größte Rakete war eine Höhenforschungsrakete Nike Tomahawk. Diese wurde am 20. Mai 1965 zur Beobachtung einer Sonnenfinsternis gestartet.
1973 wurde der Betrieb auf dem Flugplatz eingestellt und am 30. Januar 1974 außer Betrieb genommen. Kurz darauf gab es die Pläne von New England Power auf dem Gelände ein Atomkraftwerk zu errichten. Nach dem Scheitern dieser Pläne wurde das Gelände der Stadt Charlestown (0,9 km²) und dem Innenministerium (1,6 km²) übereignet. Das Innenministerium wandelt ihr Gebiet in das vom United States Fish and Wildlife Service verwaltete Naturschutzgebiet Ninigret National Wildlife Refuge um. Es wurden alle Hangars abgerissen. Bei den Start- und Landebahnen wurde 1987 teilweise der Asphalt entfernt, um die Renaturierung zu ermöglichen. In der Folge wurden Altlasten, unter anderem Munition, beseitigt.
Weiterhin bestehen auf dem Gelände der Stadt Charlestown Tennisplätze, eine Rennradstrecke sowie ein Denkmal für die gefallenen Soldaten des Flugplatzes.
Am 18. November 1999 wurde von der Florida Spaceport Authority (SPFLA) eine Viper 3A zur Kometenbeobachtung gestartet. Die Rakete erreichte eine Höhe von 90 Kilometer.

## Lage
Der Flugplatz liegt südwestlich von Charlestown am Ninigret Pond. Nördlich verläuft der U.S. Highway 1. Er hat eine Größe von rund 2,6 km² (631 acres).

## Bauliche Anlagen
Der Flugplatz verfügte über drei asphaltierte Start- und Landebahnen mit einer Breite von 200 Feet (60,96 m) sowie Längen von 5800 feet (1767,84 m), 5200 feet (1584,96 m) und 4800 feet (1463,04 m).
Es wurden ein massiver Tower mit Hangar sowie weitere separat stehende Hangars (teilweise aus Holz) errichtet. Dazu kamen die weiteren notwendigen Einrichtungen für einen solchen Flugplatz.